# Arleth Terán
Arleth Rocío Terán Sotelo (Ciudad Victoria, Tamaulipas, 3 de diciembre de 1976) es una actriz mexicana.

## Carrera
Inició su carrera artística, en la década de los 80's, realizando comerciales de televisión en San Luis Potosí, México.
En 1994 ingresó al Centro de Capacitación Artística de Televisa (CEA), durante su preparación como actriz recibió muchas oportunidades para poder ingresar al competido mundo de la televisión.
Cuenta con múltiples galardones tales como El águila de oro de Venezuela, Premio ACE de Nueva York, y El Heraldo de México, Las palmas de oro y el Sol de oro de México.[cita requerida]
Su primer rol importante fue en la telenovela  Tú y yo y después en Mi pequeña traviesa, en ambas interpretó villanas siendo este tipo de personajes el que la haría sobresalir, aunque también ha interpretado mujeres de buen corazón.

## Filmografía

### Cine
- 2022, Sexo, pudor y lágrimas 2
- 2021, Los trapos sucios se lavan en casa
- 2018, Mi pequeño gran hombre
- 2004, Animales en peligro
- 2000, Secretarias privadisimas
- 2000, Milenio, el principio del fin

### Televisión
- 2025, Juegos de amor y poder - Bertha Rodríguez
- 2019, La reina soy yo [1] - Lidia Martínez de Cruz
- 2018, Sin miedo a la verdad - Mariana
- 2017, Las Buchonas - Débora[2]
- 2015-2016 Simplemente María - Vanessa Rivapalacio Landa de Arenti[3]
- 2015, Hasta el fin del mundo - Regina Duarte[4]
- 2013-2014, De que te quiero, te quiero - Cunchetina Capone de Ricci
- 2013, Corazón indomable (2013) - Natasha Fuentes[5]
- 2011, Rafaela - Ileana Contreras[6]
- 2010, Zacatillo, un lugar en tu corazón - Hortensia "Tencha" de Carretas[7]
- 2008-2009, Mañana es para siempre - Priscila Alvear de Elizalde
- 2007-2008, Yo amo a Juan Querendón - Ivonne Mosquera
- 2005, La esposa virgen -  Olga Barquin
- 2004, Corazones al límite  - Emma Martínez
- 2003, De pocas, pocas pulgas - Mireya
- 2000-2001, Por un beso - Dra. Guzmán
- 2000-2001, Primer amor a mil x hora - Priscila Luna Guerra
- 1999-2000, Tres mujeres - Brenda Muñoz
- 1999, Alma rebelde - Odette Fuentes Cano Rivera Hill
- 1997-1998, Mi pequeña traviesa - Deborah Díaz
- 1996-1997, Tú y yo - Bárbara Camacho
- 1996, Confidente de secundaria
- 1994-1995, Agujetas de color de rosa

### Programas
- 2022, Mujeres asesinas  - Diana ,Episodio: "Las Bodas de Plata" [8][9][10]
- 2019, Esta historia me suena
- 2014, Estrella2  Invitada
- 2011-2015, Como dice el dicho  Shalia /Elena / Silvia
- 2004, Big Brother  Participante
- 2001-2002, Mujer, casos de la vida real
- 1993, Televiteatros

## Premios y nominaciones

### Premios TVyNovelas
| Año  | Categoría               | Título                   | Resultado |
| ---- | ----------------------- | ------------------------ | --------- |
| 2001 | Mejor actriz de reparto | Primer amor a mil x hora | Ganadora  |

Su trabajó ha sido reconocido gran cantidad de veces por los críticos, tanto a nivel nacional como internacional, es por ello que cuenta con innumerables galardones tales como:
- Águila de oro Venezuela
- Premios ACE New York
- El Heraldo de México
- Palmas de oro México
- Sol de oro México